# Chanithus pannonicus
Chanithus pannonicus är en insektsart som först beskrevs av Ernst Friedrich Germar 1830.  Chanithus pannonicus ingår i släktet Chanithus och familjen Dictyopharidae. Inga underarter finns listade i Catalogue of Life.